# HMS Hunter (H35)
«Хантер» (H35) (англ. HMS Hunter (H35) — військовий корабель, ескадрений міноносець типу «H» Королівського військово-морського флоту Великої Британії за часів Другої світової війни.
«Хантер» був закладений 30 травня 1935 року на верфі компанії Swan Hunter у Волсенді. 25 лютого 1936 року він був спущений на воду, а 30 вересня 1936 року увійшов до складу Королівських ВМС Великої Британії.
Есмінець брав участь у морській блокаді під час громадянської війни в Іспанії та у бойових діях на морі в Другій світовій війні, бився в Північній Атлантиці. За проявлену мужність та стійкість у боях бойовий корабель заохочений двома бойовими відзнаками.
10 квітня 1940 року потоплений поблизу Нарвіка німецькими есмінцями під час вторгнення військ вермахту до Норвегії.

## Історія
Невдовзі після введення до строю, «Хантер» увійшов до Середземноморського флоту. З 1937 року залучався до блокади британськими та французькими кораблями узбережжя Іспанії, в якій точилася Громадянська війна, з метою недопущення контрабанди зброї. 13 травня 1937 року корабель підірвався на морській міні південніше за Алмерію.

Карта першої морської битви біля Нарвіку 10 квітня 1940 року, в ході якої загинув «Хантер»

Після тривалого ремонту есмінець повернувся до строю.
Початок Другої світової війни застав «Хантер» на поході до Фрітауна. Перший час дія у центральній та південній Атлантиці. З кінця жовтня прибув до Північноамериканської та Західно-Індійської Станції Королівського флоту з базуванням у Галіфаксі. У лютому 1940 року прибув до Фалмута для переобладнання.
17 березня 1940 року корабель приєднався до 2-ї флотилії есмінців, що базувалася на Скапа-Флоу на Оркнейських островах.
3 квітня 1940 року він узяв участь в операції британського флоту «Вілфред» з постановки мінних загороджень у територіальних водах Норвегії між берегами та її островами. Есмінець діяв у складі оперативної групи «WV» на чолі з лінійним крейсером «Рінаун». У разі необхідності, у випадку загрози вторгнення німецького вермахту до країни, британський флот був готовий діяти за планом R 4, з вторгнення до Норвегії.
10 квітня, в ході першого бою за Нарвік, «Хантер» і чотири однотипних есмінці 2-ї флотилії атакували німецькі есмінці, на яких днем раніше в Нарвік були доставлені окупаційні німецькі частини. В умовах поганої видимості чотири есмінці на чолі з лідером флотилії «Гарді» пройшли Офотфіорд для раптової атаки гавані Нарвіка.
«Хотспар» і «Хостайл» спочатку залишилися біля входу у фіорд, а «Хантер» пішов за «Гарді» у гавань, де випустив всі свої вісім торпед по суднам і кораблям, що там стояли. Одна з торпед вибухнула в районі носового машинного відділення німецького есмінця Z22 «Антон Шмітт». Здійснивши наліт, британські есмінці пішли до виходу з фіорда, однак на зворотному шляху наразилися на п'ять німецьких есмінців. У вузькому фіорді зав'язався запеклий бій. Два німецьких есмінці врізалися в бойовий порядок британців і відкрили вогонь по головному «Гарді», підпалили його і змусили сісти на мілину поблизу Відреку. На «Хантер», який раптом став у голові кільватерного строю, обрушився шквал вогню, і він став швидко втрачати швидкість. На довершення критичної обстановки на нього ззаду налетів «Хотспар», котрий тимчасово втратив керування після двох влучень. При спробі звільнитися «Хантер» перекинувся, 107 моряків загинули і ще п'ятеро померли від ран пізніше. Німецькі есмінці підібрали 46 осіб, які 13 квітня були передані Швеції.